# Фарго (сериал)
Вижте пояснителната страница за други значения на Фарго.
„Фарго“ е американски криминален телевизионен сериал, вдъхновен от филма от 1996, носещ същото име. Сериалът започва излъчването си на 15 април 2014 с участието на Били Боб Торнтън, Мартин Фрийман и Колин Ханкс.
Сюжетът на сериала се различава сериозно от този на филма, но главните герои и атмосферата се припокриват.

## Излъчване
| Сезон | Сезон | Епизоди | Излъчване            | Излъчване           |
| Сезон | Сезон | Епизоди | Премиера             | Край                |
| ----- | ----- | ------- | -------------------- | ------------------- |
|       | 1     | 10      | 15 април 2014 г.     | 17 юни 2014 г.      |
|       | 2     | 10      | 12 октомври 2015 г.  | 14 декември 2015 г. |
|       | 3     | 10      | 19 април 2017 г.     | 21 юни 2017 г.      |
|       | 4     | 11      | 27 септември 2020 г. | 30 ноември 2020 г.  |

## Актьорски състав
Сезон 1
- Били Боб Торнтън – Лорн Малво
- Алисън Толман – Моли Солверсон
- Колин Ханкс – Гъс Гримли
- Мартин Фрийман – Лестър Найгард

Сезон 2
- Кирстен Дънст – Пеги Блумкуист
- Патрик Уилсън – Лу Солверсън
- Джеси Племонс – Ед Блумкуист
- Джийн Смарт – Флойд Герхард
- Тед Дансън – шериф Ханк Ларсън

Сезон 3
- Юън Макгрегър – Емит Стъси / Рей Стъси
- Кери Кун – Глория Бъргъл
- Мери Елизабет Уинстед – Ники Суонго
- Горан Богдан – Юрий Гурка
- Дейвид Тюлис – В. М. Варга

Сезон 4
- Крис Рок – Лой Кенън
- Джеси Бъкли – Орета Мейфлауър
- Джейсън Шуорцман – Йосто Фада
- Бен Уишоу – Патрик „Равин“ Милиган
- Джак Хюстън – Одис Уеф